# Harold Mayot
Harold Mayot (nació el 4 de febrero de 2002) es un jugador de tenis francés.
Mayot su ranking ATP más alto de singles fue el número 154, logrado el 17 de julio de 2023. Su ranking ATP más alto de dobles fue el número 299, logrado el 6 de noviembre de 2023.
Como junior, Mayot alcanzó su clasificación más alta la cual fue el número 1 del mundo en el sistema combinado de clasificación juvenil de la ITF de individual y dobles, lo alcanzó el 3 de febrero de 2020 y se mantuvo para terminar el año como el jugador masculino juvenil número uno en el mundo. Esto se destacó al ganar el torneo juvenil de grand slam en el Abierto de Australia 2020, donde derrotó a su compatriota Arthur Cazaux en sets seguidos 6-4, 6-1.
Mayot hizo su debut en el cuadro principal de Grand Slam como wildcard en el Abierto de Francia 2020.